# Hyperborea (álbum)
Hyperborea es el decimotercer álbum de estudio del grupo alemán de música electrónica Tangerine Dream. Publicado en noviembre de 1983 destaca por ser el último disco de la denominada etapa «Virgin Years» ya que con este álbum finalizó el contrato que el grupo tenía con Virgin Records. El título hace referencia a la tierra mitológica ubicada más allá del viento frío del norte de Tracia, según la Mitología griega, un paraíso terrenal de sol eterno.
Glenn Swan, en su crítica para AllMusic, destaca que "fue un punto de inflexión para la banda, un distintivo alejamiento de las improvisaciones del rock progresivo psicodélico, fue un álbum con nitidez, estructura y un poco de valentía también, un escaparate para artistas con suficientes habilidades".

## Producción
Grabado en agosto de 1983 en Berlín Hyperborea es un álbum de cuatro canciones. Incluye entre su instrumentación, además de los sintetizadores, secuenciadores y sampleados habituales en el repertorio del grupo, el sitar. El álbum alcanzó el puesto 45 en las listas de ventas británicas permaneciendo en ellas durante 2 semanas.

"Al igual que en Logos Live, Hyperborea estuvo determinada por esa nueva generación de sintetizadores digitales y la tecnología de samplers. Pudimos memorizar sonidos y usamos muchos samplers de batería. Inventamos nuevas estructuras de ritmo usando una técnica especial de arpegiador y así sucesivamente."
Johannes Schmoelling (1994) 

El álbum se ha reeditado en varias ocasiones: en 1995 dentro de la serie de remasterizaciones digitales impulsadas por Virgin, en 2012 dentro de la compilación The Virgin Years 1977-1983 y en otros formatos posteriormente.

"Las sesiones de grabación en 1983 dejaron un sabor agridulce. El contrato de Tangerine Dream con Virgin finalizó e Hyperborea se convirtió en la última grabación oficial para ellos. La banda en sí estaba muy desilusionada con respecto a algunas vivencias extrañas con la compañía discográfica pero tuvo que darles un álbum más."
Bianca Froese-Acquaye 

En 2008 se publicó una nueva versión regrabada, titulada Hyperborea 2008, con nuevo diseño y en la que la principal diferencia es que aunque mantiene la denominación de las cuatro canciones originales se subdividen en cinco pistas: Hyperborea está separada en dos partes.

"Estamos orgullosos de presentaros algo muy especial. Dos clásicos regrabados que están altamente valorados no solo entre los fans: Hyperborea y Tangram. Ambos CD serán ediciones limitadas y Eastgate Music venderá solo 2.000 copias. Estas dos nuevas grabaciones incluirán una historia sobre las sesiones de grabación originales en Berlín en 1980 y 1983."
Eastgate Music Shop (2008) 

## Lista de temas
| N.º   | Título             | Escritor(es)                                         | Duración |  |
| 1.    | «No Man's Land»    | Christopher Franke Johannes Schmoelling Edgar Froese | 9:03     |  |
| 2.    | «Hyperborea»       | Christopher Franke Johannes Schmoelling Edgar Froese | 8:31     |  |
| 3.    | «Cinnamon Road»    | Christopher Franke Johannes Schmoelling Edgar Froese | 3:54     |  |
| 4.    | «Sphinx Lightning» | Christopher Franke Johannes Schmoelling Edgar Froese | 19:56    |  |
| 40:15 |                    |                                                      |          |  |

## Personal
- Edgar Froese - interpretación, producción e ingeniería de sonido
- Christopher Franke - interpretación, producción e ingeniería de sonido
- Johannes Schmoelling - interpretación, producción e ingeniería de sonido
- Monique Froese - fotografía y diseño gráfico